# درز سهمي
درز سهمي (بالإنجليزية: Sagittal suture)‏ هو نسيج ضام يقع بين العظام الجدارية في الجمجمة، يمتاز بمبنى ضيق وطويل للرأس، مع بروز باتجاه الامام، وفي بعض الحالات بروز خلفي.
الدرز السهمي هو نسيج ضام ليفي كثيف، يفصل بين العظام الجدارية من الجمجمة. يُشتق المصطلح من كلمة SAGITTA اللاتينية الذي يعني السهم. يمكن رؤية كيفية اشتقاق هذا المصطلح من خلال النظر إلى الدرز السهمي من الخلف، حيث يظهر مثل السهم متجهاً إلي الأمام ويكون الدرز اللامي هو مؤخرة السهم على شكل (8). و يُعرف الدرز السهمي أيضا باسم الدرز بين الجداريين (بالإنجليزية: interparietal suture)‏ أو (باللاتينية: sutura interparietalis).
عند الولادة، لا تلتقي عظام الجمجمة. إذا نمت بعض عظام الجمجمة بسرعة كبيرة قد يحدث «إغلاق سابق لأوانه» للدرز. هذا يمكن أن يؤدي إلى تشوهات الجمجمة. إذا حدث إغلاق للدرز السهمي في وقت مبكر فإن الجمجمة تصبح طويلة، ضيقة، وعلى شكل إسفيني (وتدي)، وهي حالة تسمى تزورق الرأس (بالإنجليزية: Scaphocephaly)‏ أو التحام العظام السهمي.

## المعالم التشريحية
هناك اثنين من المعالم التشريحية يمكن رؤيتهما على الدرز السهمي:
1. الهامة (بالإنجليزية: bregma)‏.
2. وقمّة الجمجمة أو قمّة الرأس (بالإنجليزية: vertex of the skull)‏.

الهامة تتشكل من تقاطع الدرزالسهمي مع الدرز الإكليلي.
قمّة الرأس هي أعلى نقطة في الجمجمة وغالباً ما تكون بالقرب من منتصف الدرز السهمي.

## في الطب الشرعي
في الطب الشرعي، يُستخدم الدرز السهمي لتأريخ الرفات البشرية. يبدأ الدرز في الإغلاق عند عمر تسعة وعشرين عاماً، بدءا من حيث يتقاطع مع الدرز اللامي ثم يستمر في الإغلاق متجهاً إلى الأمام. في عمر خمسة وثلاثين عاماً، يتم إغلاق الدرز تماما. وهذا يعني أنه عند تفحّص جمجمة بشرية، إذا كان الدرز لا يزال مفتوحاً، يمكن أن نفترض أن العمر عند الوفاة كان أقل من تسعة وعشرين عاماً. وعلى العكس من ذلك، إذا كان الدرز كامل تماماً، يمكن أن نفترض سن أكبر من خمسة وثلاثين عاماً.

## صور إضافية

Animation. Sagittal suture shown in red.
Left and right عظم جداري.
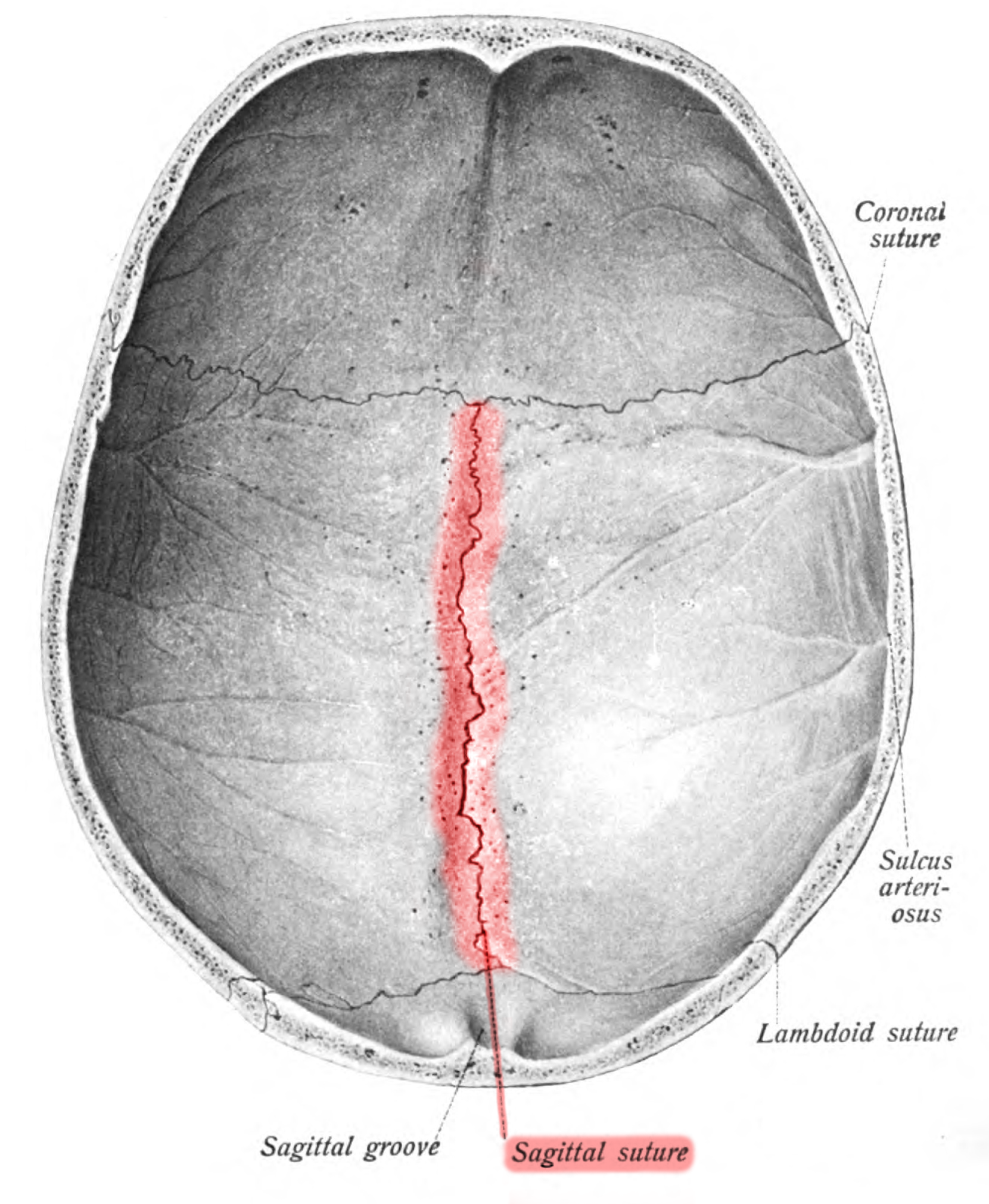
Sagittal suture seen from inside.
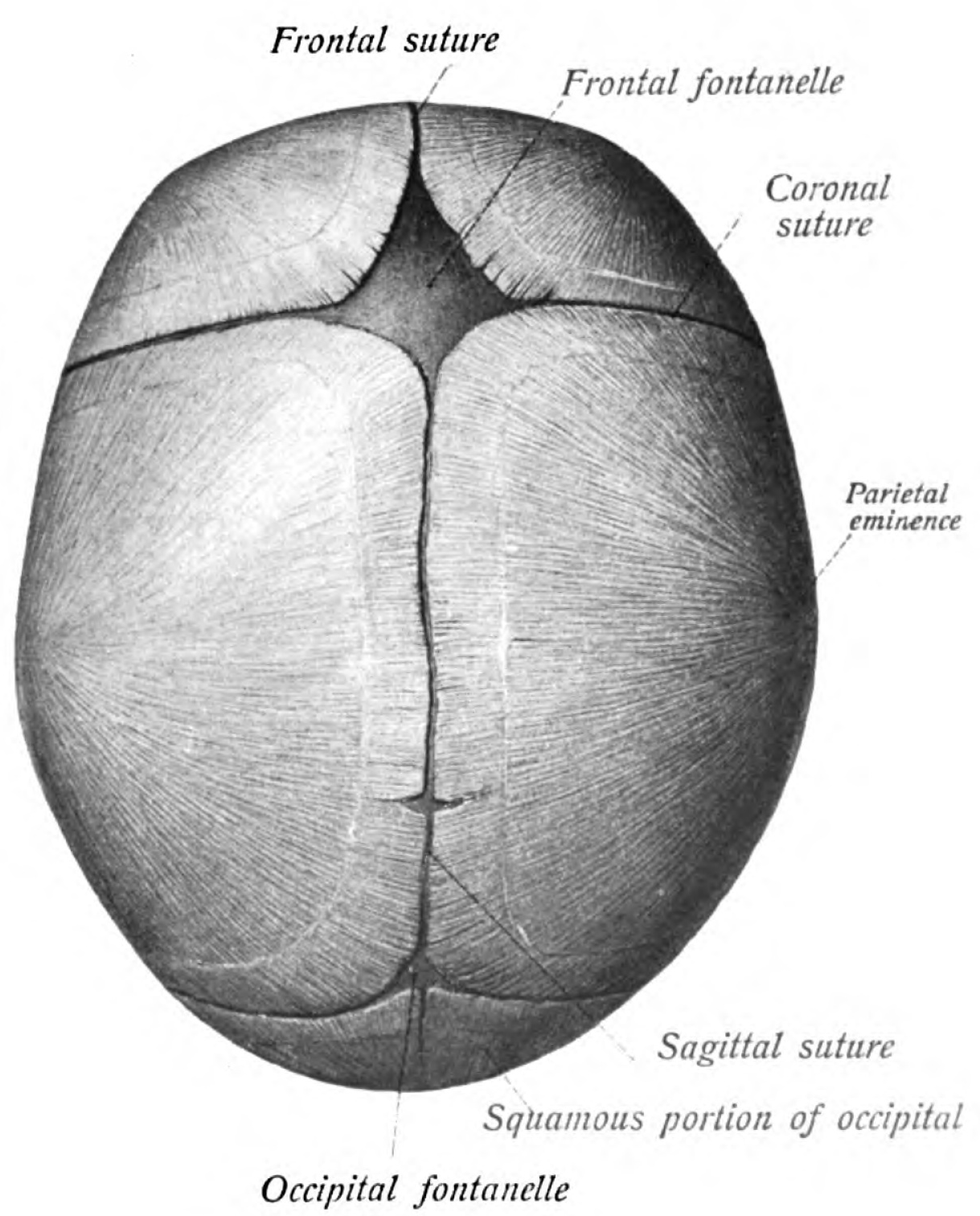
Sagittal suture of a new-born child, seen from above.
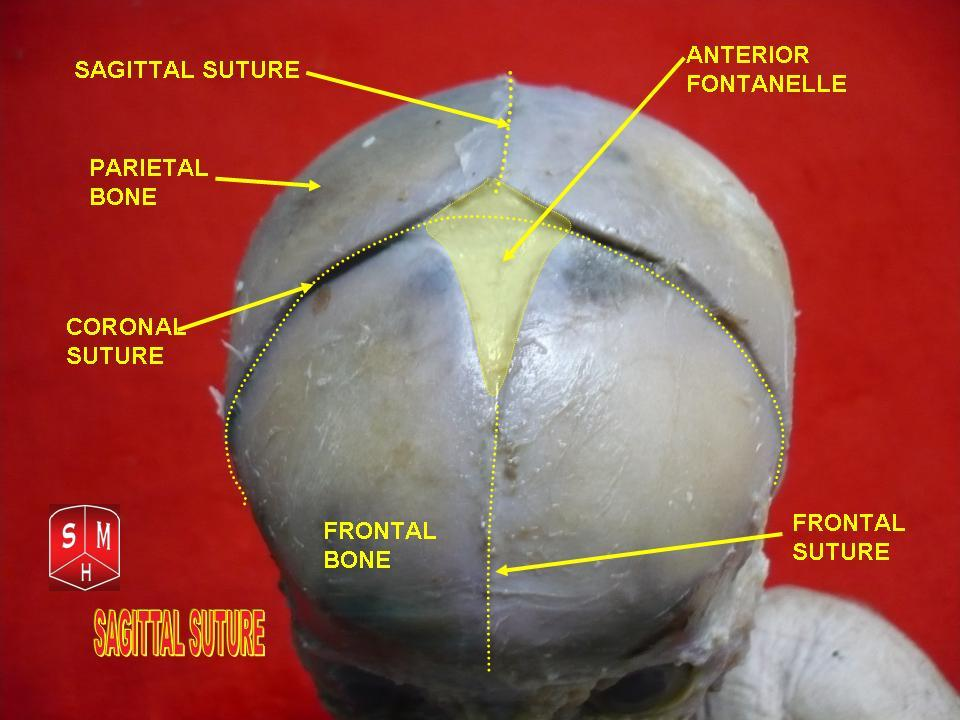
Sagittal suture of a new-born child.
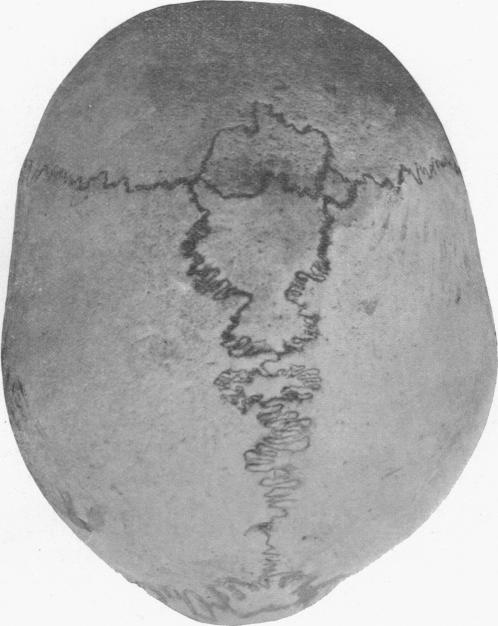
Sagittal suture with عظام درزية.